# Хазар ТВ
Хазар (азерб. Xəzər TV) — частный азербайджанский телеканал общей тематики, запущенный 5 октября 2007 года, заменивший STV Хазар. Телеканал демонстрирует разнообразные программы, телесериалы и телешоу.

## История
«Хязяр ТВ» начал свою деятельность 5-го октября 2007 года под слоганом «Хязяр вашей семьи. Несмотря на малые возможности материально-технической базы, «Хязяр ТВ»  стал одним из любимых телеканалов, благодаря усердной работы коллектива. С начала деятельности приоритетом канала было оповещение новостей.
Уже 13 лет «Хязяр ТВ» занимает первое место в рейтингах, как канал, имеющий своеобразный стиль преподносения новостей. Канал начал оповещение с выпуском программы информационных новостей.
В 2009 году был дан старт ремонтно-строительных работ студии, занимающих территорию 2000 м2 в Азербайджанском государственном издательстве «Азернешр». Выходя в эфир каждодневными передачами в этих студиях, стал подниматься выше по рейтинговым ступеням.
С августа 2010 года началось строительство нынешнего здания.
Первая студийная передача вышла в эфир под названием «На берегу Каспия».
В 2010-2011 годах впервые познакомив азербайджанского зрителя с жанром ситкома, представил в эфир сериалы «Останется между нами» и «Свекровь».
Начиная с 2013 года на азербайджанском телепространстве телеканал выходил в эфир каждодневными телесериалами. Рейтинг заработанный на новостях, сохранил и в телесериалах.
В 2016-м году переехал в самое большое  в Закавказье административное здание телевидения.
Новое административное здание состоит из десяти этажей и размещено на территории 1,2 Га, в 6750 м2 строительной части, на 25000 м2 закрытом участке. В здании есть 5 съемочных студий площадью 2500 м2, большая шоу-студия в 1000 м2, 3 студии в 250 м2, 1 студия в 500 м2, 1 студия в 250 м2 и 3 эфирных студий, руководящий всеми перечисленными студиями.
Центр новостей площадью в 1300 м2, 3 дубляжных студий, 2 студии звукозаписи, современные миксажные и монтажные студии создают широкие возможности для деятельности телеканала.
Современный конференц-зал на 250 человек, имеющий возможность синхронного перевода, библиотека, 256 рабочих комнат, 4 больших комнат для семинара, 10 комнат для совещаний, широкая и удобная столовая – все это рассчитано для комфортабельных условий сотрудников «Хязяр ТВ».
В 2016-м году телеканал по отзывам рейтингого-счетной компании «AGB» завоевал первенство в рейтингах.
В 2018-м году «Хязяр ТВ» перешел на "HD" вещание по городу Баку.
По всем кабельным каналам страны возможно смотреть «Хязяр ТВ».
13-го января 2020 года на "Youtube" канале «Хязяр Медиа» число подписчиков превысило 1 миллион.
5-го марта 2020 года Мурад Дадашев был назначен генеральным директором ООО «Хязяр ТВ».

## Телепередачи, выходящие в эфир
Список телепередач, выходящих в эфир в 2022 году:
1. “Səhər Mərkəzi“
2. “Mətbəxin Ağası"
3. “Ənənə boğçası”
4. "Xəbər ertəsi"
5. "Can güdən"
6. "Meloman"
7. "Bir gun sizdə, bir gün bizdə"
8. "Xəzər axşamı"
9. “Gəzməyə vətən yaxşı”
10. “Mənim mətbəxim”
11. "Bağ havası"
12. "Evdəkilərə salam"
13. “Fəlidən doğru xəbər”
14. "Söhbət musiqidən gedir"
15. “Komedixana”
16. "Gəzək, bişirək"
17. "Şourum"
18. "Stand up Baku"
19. "Cinayət və cəza"
20. "Evinizin qonağı"
21. "Özəl səhnə"

## Прошлые телепередачи
Список прошлых передач:
1. “Çiçəkli dəqiqələr”
2. “Şans mələyi”
3. “2x2”
4. “Şeş qoşa”
5. “Nəsib olsa”
6. “Hədiyyəmiz+biz”
7. “Söz gəlsin”
8. “Xəzinə”
9. “Oyan, Azərbaycan”
10. “O başdannan”
11. “Əlimin duzu”
12. “Xəzər maqazin”
13. “Nuş olsun”
14. “Qadın gülərsə”
15. “5 ulduzlu comedy”
16. “Evimizə körpə gəlir”
17. “Qaşıq qaşıq möcüzə”
18. “Olduğu kimi”
19. “Həkim işi”
20. “İstirahətsiz yayım”
21. “Sirdaş”
22. “Hər şey daxil”
23. “Çöl adamı”
24. “X – maqazin”
25. “Şən bazar”
26. “5də5”
27. “Könül dünyamız”
28. “Təhsilə dair”
29. “Atəş xətti”
30. “Press post”
31. “Ay Zaur”
32. “Komedixanım”
33. “Sənətdən kənar”
34. “Vətən uğrunda”
35. "Xəzər Səhər"
36. “Səni axtarıram”
37. "Türşməzə"
38. "Dəyişən cavab"
39. "Dönə bilsəm"
40. “Kino mən”
41. “Bir meşənin sirri”
42. “Dosye”
43. “Qarabağ havası”
44. “Birinci studiya”
45. “Dilək evi”
46. “Evsiz qonşular”

## Сериалы (транслирующиеся)
Список сериалов в эфире:
1. “Ata ocağı”
2. "Nikolayın evi"
3. "Kadrlar Şöbəsi"
4. "Toy Əhvalatı"

## Сериалы (прошедшие)
Список прошедших сериалов:
1. “Artstar”
2. “Həyat sən nə qəribəsən”
3. “Bir ailəm var”
4. “Qayınana”
5. “28 iyun”
6. “İki ömür”
7. “Aramızda qalsın”
8. “Cehizsiz gəlinlər”
9. “Kölgə”
10. “Oyun”
11. “Lal yuxu”
12. “Ailəcanlı”
13. “Toydan sonra”
14. “Niyə?”
15. “Subaylıq sultanlıqdır”
16. “Xalxın evi”
17. “İşdə məhəbbət macərası”
18. “Ay yay yay”
19. "Qayıdış"
20. “Nazlı taksi"
21. "Mən kiməm?“
22. “Sayrışan işıqlar”
23. "13-cü mənzil"
24. "Evdəkilər"